# Liesing
Pour l’article homonyme, voir Liesing (Vienne).
La Liesing est une rivière autrichienne de 30 km qui coule dans le land de Basse-Autriche. Elle est un affluent de la Schwechat et donc un sous-affluent du Danube.